# Cabanossi
A cabanossi (kiejtése: kabanosszi) egy enyhén füstölt, fűszeres, száraz kolbászfajta. Jellegzetessége, hogy legfeljebb 2 cm vastag, 10–50 cm hosszú. Alapanyagául többnyire sertés- vagy birkahúst használnak, de készülhet marhahúsból, csirkéből, kacsából vagy pulykából is.
Gyakran fogyasztják nassolnivalóként, például szeletelve, különféle sajtokkal vagy sós kekszekkel együtt, de teszik pizzára, paniniba, és tölthetnek vele calzonét vagy empanadát is.
Mind a cabanossi, mind a cabanossi szó eredete ismeretlen. Vannak, akik lengyel, mások olasz származásúnak írják. Igen kedvelt Új-Zélandon is.